# Александрово (Ловецька область)
Алекса́ндрово (болг. Александрово) — село в Ловецькій області Болгарії. Входить до складу общини Ловеч.

## Населення
За даними перепису населення 2011 року у селі проживали 1548 осіб.
Національний склад населення села:
| Національність   | Кількість осіб | Відсоток |
| ---------------- | -------------- | -------- |
| болгари          | 828            | 61,9%    |
| турки            | 447            | 33,4%    |
| цигани           | 12             | 0,9%     |
| інша             | 22             | 1,6%     |
| не визначились   | 28             | 2,1%     |
| Всього відповіли | 1337           |          |

Розподіл населення за віком у 2011 році:
Динаміка населення: